# Comarca d'Antequera
La Comarca d'Antequera és una comarca al nord de la província de Màlaga, comunitat autònoma d'Andalusia. Se situa al solc intrabètic. Limita al nord amb la província de Còrdova, a l'est amb la Comarca Nororiental de Málaga, a l'oest amb la comarca de Guadalteba i al sud amb les del Valle del Guadalhorce i Málaga - Costa del Sol, per la zona dels Montes de Málaga i la Sierra dels Camarolos. Segons ordre del BOJA del 2003, la comarca d'Antequera inclou també els municipis de la comarca de Guadalteba.
El nucli humà i geogràfic de la comarca el constituïx una plana per la qual discorre el curs alt del riu Guadalhorce (que desemboca en les proximitats de Màlaga). A aquesta plana la hi coneix amb el nom de Plans o Foia d'Antequera i s'emmarca entre la serralades subbètiques al nord i les penibètiques al sud. Terra de plana i camps ondats esquitxats de turons i pujols, per la seva condició de centre geogràfic d'Andalusia, n'és el principal nus de comunicacions terrestres. La comarca ha estat des de sempre un nus comunicacions de primer nivell. Actualment travessen la comarca dues importants autovies: l'A-92 Sevilla-Granada que ho fa en direcció oest-est i l'A-45 Còrdova-Màlaga en direcció nord-sud.